# Juan Atkins
Pour les articles homonymes, voir Atkins.
Juan Atkins (né le 12 septembre 1962) est un disc jockey et producteur américain de techno. Il est considéré comme l'un des trois pères fondateurs d'un style particulier de la techno. Son style s'oriente plus particulièrement vers le son electro.

## Biographie
Né le 12 septembre 1962 au nord-ouest de Détroit, dans le Michigan, Juan Atkins commence la musique en jouant de la guitare basse et de la batterie. Alors qu'il est adolescent, ses parents déménagent dans la petite ville de Belleville, Michigan, située au sud-ouest de Détroit. Il y écoute notamment les émissions de radio animée par un certain Charles Johnson plus connu sous le nom de The Electrifying Mojo, actif entre 1977 et 1982 sur la radio locale WGPR, puis trois ans sur WJLB. Lors de ses émissions, il programme aussi bien le funk « extra-terrestre » produit par Funkadelic ou Parliament que des groupes européens de pop synthétique tels Kraftwerk, Telex, les expérimentations post-disco de Giorgio Moroder, sans oublier de la new wave, de la musique soul, Prince, etc. Ce mélange aura une grande importance dans l'émergence de la techno. 
En 1973-1974, Juan Atkins assiste à un concert des Funkadelic dont la musique et les excentricités scéniques l'impressionnent. Il déclarera « J'ai été élevé au biberon des Funkadelic »[réf. nécessaire]. En 1977, Juan Atkins ressent - selon ses dires - une « claque » musicale au moment de la sortie de I Feel Love, le tube chanté par Donna Summer et composé par Giorgio Moroder.  En 1979, il découvre un an après sa sortie le titre The Robots extrait de l'album de Kraftwerk Man Machine. Pour Juan Atkins, l'ère de la musique électronique a ainsi commencé avec ces deux titres. 
Au lycée de Belleville, Juan Atkins se lie d'amitié avec deux jeunes musiciens Derrick May et Kevin Saunderson avec lesquels il crée le collectif Deep Space Soundworks. Les trois compères seront plus tard considérés comme les pères fondateurs de la techno. C'est à ce moment que Juan Atkins achète son premier synthétiseur, un Korg MS-10. Après le lycée, Juan Atkins étudie la musique au Washtenaw County Community College où il rencontre Richard Davis (qui se fait appeler « 3070 »), présenté comme un « expert en synthétiseur » et ami de The Electrifying Mojo. Il possédait notamment à l'époque un Roland RS-09 et une boîte à rythmes Roland Boss DR-55.
En 1981, The Electrifying Mojo passe régulièrement l'album Computer World de Kraftwerk. Juan Atkins et Rick Davis créent le groupe Cybotron et sortent leur premier single Alleys of Your Mind sur leur label Deep Space Records. Selon Atkins, il s'en vendit à Détroit 15 000 exemplaires. Juan Atkins est alors très influencé par la pop synthétique auquel il mélange des influences plus funk. Juan Atkins dira également s'être inspiré de la pensée du futurologue Alvin Toffler telle qu'exprimée dans ses livres Future Shock et The Third Wave. L'un des chapitres de The Third Wave s'intitule ainsi Techno-Rebels.
En 1982, Cybotron produit un nouveau single, Cosmic Cars, sur Deep Space Records puis en 1983 son premier album Enter chez Fantasy Records. Clear, le dernier titre instrumental de cet album va faire l'objet la même année d'un single 12" chez Fantasy. Il est considéré comme la matrice du son electro.  En 1984, le morceau Techno City de Cybotron fait apparaître le mot « techno » dans le domaine musical. Cette appellation sera concrétisée en 1988 avec la compilation Techno! The New Dance Sound of Detroit réalisée par le label britannique Ten Records Ltd.  En 1985, à la suite d'un désaccord d'ordre musical avec Rick Davis (ce dernier étant plus attiré par le rock), Juan Atkins quitte Cybotron, et fonde le label Metroplex. Il produit ses premiers titres (No UFO's, The Chase, Night Drive, Interference) sous le pseudonyme Model 500. Ces titres seront compilés en 1993 par le label belge R&S Records dans Classics (compilation publiée en vinyle et CD).
Au début des années 1990, il remixe de nombreux artistes et collabore à de nouveaux projets au sein des labels R&S Records et Tresor. Son premier album, Deep Space, sort en mai 1995. Fin 1998, Atkins collabore de nouveau avec le label Tresor sous le pseudonyme Infiniti. Début 1999, il publie un nouvel album, Mind and Body sur le label R&S Records, puis Digital Solutions en 2015.
En 2015, pour célébrer sa 30e année chez Metroplex, Juan Atkins collaborate avec VAVA Eyewear,.

## Projets parallèles

### Model 500
Utilisé à partir de 1985, Model 500 est le pseudonyme privilégié de Juan Atkins pour ses productions electro solo. Depuis 2008, Model 500 est reconverti en une formation live regroupant Juan Atkins et trois membres d'Underground Resistance : Mad Mike, Mark Taylor et DJ Skurge.

### The Belleville Three
The Belleville Three est un trio de DJ et producteurs regroupant Juan Atkins, Kevin Saunderson et Derrick May.

## Discographie
- 2005 : Wax Trax! Mastermix Volume 1 (Wax Trax! Records)
- 2005 : The Berlin Sessions (Tresor)
- 2005 : 20 Years Metroplex: 1985-2005 (Tresor)

### Model 500
- 1985 : No UFO's (Metroplex)
- 1985 : Night Drive (Metroplex)
- 1987 : Sound Of Stereo (Metroplex)
- 1988 : Interference Mix 1 (Metroplex)
- 1989 : The Chase (12") (Transmat / Kool Kat Music)
- 1990 : Ocean to Ocean (Transmat)
- 1993 : Classics (compilation rétrospective, R&S Records)
- 1994 : Sonic Sunset (R&S Records)
- 1995 : Deep Space (album, R&S Records)
- 1995 : The Flow (R&S Records)
- 1995 : Starlight (Metroplex, avec un remix de Moritz von Oswald[9])
- 1999 : Mind and Body (album, R&S Records)

### Model 600
- 2002 : Update (Metroplex)

### Channel One
- 1986 : Technicolor (Metroplex)
- 1987 : It's Channel One (Thunder Records)

### Audio Tech
- 1987 : I'm Your Audio Tech (Express Records)
- 1997 : Urban Alternative 2 (Mboz)

### Triple XXX
- 1987 : The Bedroom Scene (Express Records)

### Infiniti
- 1996 : The Infiniti Collection (Tresor)
- 1998 : Never Tempt Me (Tresor)
- 1998 : Skynet (Tresor)